# بروس لی: سرگذشت یک جنگ‌جو
بروس لی: سرگذشت یک جنگجو (به انگلیسی: Bruce Lee: A Warrior's Journey) عنوان فیلمی است مستند درباره زندگی بروس لی به کارگردانی جان لیتل محصول سال ۲۰۰۰ میلادی.

## درباره مستند
در این اثر به حواشی، داستان فیلمنامه اصلی و بازیگرانی که قرار بوده در فیلم بازی مرگ به کارگردانی بروس لی بازی کنند، پرداخته شده است. همچنین فیلمهای به جا مانده از نسخه اصلی فیلم بازی مرگ در این مستند گنجانده شده است.